# X-Ten
Albums de Blue System
21st Century
(1994) Forever Blue
(1995)
Singles
X-Ten est le 10e album du groupe Blue System sorti le 31 octobre 1994.

## Titres
1. Dr. Mabuse - 3:40
2. If There Is A God In Heaven - 3:20
3. How Will I Know - 3:30
4. Goodnight Marielin - 4:45
5. Don't Knock Me Out - 3:15
6. You'll Be My Hero - 3:55
7. Does Your Mother Really Know - 3:25
8. When You Are Lonely - 4:28
9. The Earth Will Move - 3:20
10. Don't Stop To Dance - 3:45
11. Crying Game - 3:15